# Piala Sumbangsih 2021
Der Piala Sumbangsih 2021 war die 36. Ausspielung des Wettbewerbs und wurde am 5. März 2021 im Sultan Ibrahim Stadium zwischen dem malaysischen Meister Johor Darul Ta’zim FC und dem Vizemeister Kedah Darul Aman FC ausgetragen. Aufgrund der COVID-19-Pandemie wurden der Malaysia Cup 2020 und die Turniere des Malaysia FA Cup 2020 abgesagt. Daher wurde das Spiel zwischen dem Meister und dem Zweitplatzierten der Liga ausgetragen.
Johor Darul Ta’zim FC gewann das Spiel mit 2:0.

## Spielstatistik
| Paarung               | Johor Darul Ta’zim FC – Kedah Darul Aman FC |
| Ergebnis              | 2:0 (1:0) |
| Datum                 | 5. März 2021 um 21:00 Uhr |
| Stadion               | Sultan Ibrahim Stadium, Johor |
| Zuschauer             | 0 |
| Schiedsrichter        | Nazmi Nasaruddin |
| Tore                  | 1:0 Safawi Rasid (35.) 2:0 Natxo Insa (68.) |
| Johor Darul Ta’zim FC | Farizal Marlias – La’Vere Corbin-Ong, Maurício, Aidil Zafuan, Matthew Davies – Leandro Velázquez (81. Hariss Harun), Natxo Insa (81. Safiq Rahim), Afiq Fazail (90.+2. Ramadhan Saifullah) – Gonzalo Cabrera (90.+2. Hazwan Bakri), Fernando Rodríguez, Safawi Rasid (72. Arif Aiman Hanapi) Cheftrainer: Benjamin Mora ( Mexiko)                      |
| Kedah Darul Aman FC   | Ifwat Akmal (51. Shahril Saa'ri) – Rodney Celvin Akwensivie, Fairuz Zakaria, Rizal Ghazali, Syazwan Tajudin (64. Amirul Hisyam Awang Kechik) – Anumanthan Kumar, Baddrol Bakhtiar, Rabih Ataya (77. Syazwan Zainon), Faizat Ghazli (46. Fadzrul Danel) – Kpah Sherman, Kipré Tchétché (77. Rozaimi Rahman) Cheftrainer: Aidil Sharin Sahak ( Singapur) |
| Gelbe Karten          | Maurício (30.), Leandro Velázquez (40.) – Kpah Sherman (30.) |

### Auswechselspieler
| Auswechselspieler | Auswechselspieler |
| --- | --- |
| Johor Darul Ta’zim FC | Kedah Darul Aman FC |
| - Izham Tarmizi - Adam Nor Azlin - S. Kunanlan - Fadhli Shas - Ramadhan Saifullah (90.+2) ▲ - Hariss Harun (81.) ▲ - Safiq Rahim (81.) ▲ - Hazwan Bakri (90.+2) ▲ - Arif Aiman Hanapi (72.) ▲ | - Shahril Saa'ri (51.) ▲ - Zulkhairi Zulkeply - Amirul Hisyam (64.) ▲ - Fadzrul Danel (46.) ▲ - Fayadh Zulkifli - Syazwan Zainon (77.) ▲ - Rozaimi Rahman (77.) ▲ |